# 婆媳過招七十回
《婆媳過招七十回》是中國電視公司在1991年播出的一部八點檔連續劇，播出期間為1991年7月11日至1991年9月13日，製作人是林清介，主演是潘迎紫、素珠、李滔、劉福助、姜厚任、蔡佳虹、林翠、王瑞、白冰冰，富國錄音配音，主題曲〈關係緊張〉由周傳雄（小剛）作詞兼主唱、楊明煌作曲，片尾曲〈人〉由紀明陽作詞兼作曲、黃乙玲主唱。這是潘迎紫在《媽媽 吉利 小叮噹》之後再次出演中視八點檔喜劇。
本劇與東森綜合台連續劇《婆媳過招千百回》無淵源關係。

## 事件
1991年12月，中視八點檔連續劇《一代皇后大玉兒》（當時暫名《大玉兒傳奇》）製作人謝迺彪表示，當初《一代皇后大玉兒》為趕在1992年2月底拍完，製作單位將潘迎紫歸還中視，定於1991年9月5日赴北京市開鏡；不料潘迎紫主演的《婆媳過招七十回》一延再延，《一代皇后大玉兒》直到1991年10月13日才開鏡。